# Cena in Emmaus (Moretto)
La Cena in Emmaus è un dipinto a olio su tela (147 × 305 cm) del Moretto, databile al 1526 circa e conservato nella Pinacoteca Tosio Martinengo di Brescia.
Sebbene ascrivibile alla prima maturità dell'autore, il dipinto si colloca tra i maggiori capolavori di tutta la sua produzione artistica, giudizio emergente da una notevole fortuna critica che, dai primi commentatori agli approfonditi studi del Novecento, ha sempre visto nell'opera una grande maestria in disegno, cromie, studio delle ombre e scelta compositiva, ricca di dettagli naturalistici. L'ipotesi di un taglio effettuato alla tela, che avrebbe asportato la supposta parte superiore, è stata confutata in un restauro del 1988, che ha invece dimostrato l'integrità del supporto.

## Storia
L'opera proviene dalla chiesa di San Luca a Brescia, dove viene registrata per la prima volta da Bernardino Faino nel 1630, il quale la vede nella cappella di San Sebastiano. I beni della chiesa erano comunque di proprietà dell'Ospedale di San Luca, al quale era annessa dal 1492: quando Francesco Paglia la vede pochi decenni dopo il Faino, infatti, si trova nella cancelleria dell'ospedale. In altre redazioni della sua guida, però, lo studioso colloca l'opera in controfacciata, sopra il portale d'ingresso alla chiesa. In questo luogo la vede anche Francesco Maccarinelli nel 1747, mentre Giovanni Battista Carboni la segnala in sacrestia nel 1760. Il trasferimento fu sicuramente conseguenza dei lavori di radicale ricostruzione della chiesa, che ebbero luogo proprio in quegli anni.
Paolo Brognoli, nel 1826, è testimone di un ulteriore trasferimento e la registra nella "sala di residenza del presidente di detto ospitale" e informa anche di un restauro condotto pochi anni prima, nel 1822, per mano di Girolamo Romani. La relazione sugli interventi operati dal Romani viene recuperata nel 1898 da Pietro Da Ponte, trovando che il restauratore aveva giudicato l'opera così degradata "da figurarsi appena", ma ritenuta indubbiamente appartenere "alle migliori produzioni del Moretto". Dopo il restauro il dipinto viene ricollocato nella cancelleria, dove rimane fino al 1864, quando viene trasferito in deposito alla Pinacoteca Tosio Martinengo. Nel 1882 il Comune di Brescia acquista la tela, donandola definitivamente alla collezione della pinacoteca e scongiurando la sua emigrazione verso collezioni straniere. L'opera si trova ancora oggi esposta in questa sede.
Nel 1898, Pietro Da Ponte avanza l'ipotesi che la tela fosse più ampia in altezza, deducendolo dell'esistenza di una copia, un tempo in collezione privata e oggi non identificata, che mostrava l'arco superiore della volta di copertura del locale dove si svolge la scena e il muro di chiusura sullo sfondo, con vantaggio prospettico della scena. L'esistenza di un'altra riproduzione analoga dell'opera, oggi nella chiesa di Santa Maria della Carità a Brescia, rendeva ancor più probabile l'ipotesi del Dal Ponte, cioè che la tela sia stata tagliata. Nel 1988 la tela ha però subito un attento restauro ed è stato dimostrato che la tela non ha subito tipo di taglio.

## Descrizione
L'opera raffigura il culmine dell'azione di un episodio descritto nel Vangelo secondo Luca, quando due apostoli, dopo avere invitato a cena un viandante, riconoscono in lui Cristo risorto. Al centro dell'opera è posto Gesù nell'atto di spezzare il pane, con il capo appena reclinato e coperto da un largo cappello, dal quale emergono il volto e lo sguardo rivolto direttamente all'osservatore. Alla sua sinistra è seduto un apostolo in atteggiamento diffidente, mentre l'apostolo a destra scruta il volto di Cristo stendendosi sulla tavola, coperta da un velo bianco frangiato ai bordi. Al di sotto è visibile il sostegno e la pedana del tavolo stesso, sulla quale è seduto un gatto.
A sinistra del gruppo centrale si vede il parapetto di una scala in discesa, al quale si regge un giovane spettatore leggermente proteso in avanti. A destra, invece, più indietro rispetto al tavolo, una serva vestita di rosso regge un vassoio carico di cibo ed è anch'essa rivolta verso Gesù e gli apostoli. La scena si svolge in un ambiente chiuso decorato arricchito da due colonnati di ordine ionico in prospettiva centrale, che si perdono nell'oscurità dominante nella figurazione.

## Stile
Il dipinto ha sempre trovato una notevole fortuna critica, a partire dagli antichi commentatori. Anche Bernardino Faino, il primo studioso in assoluto a commentarla nel 1630, la giudica "cosa finta di notte ma cosa tanto ben fatta che veramente questo pittore à trapassato il segno, tanto è ben colorita et ben fatta".
La critica moderna viene inaugurata da Joseph Archer Crowe e Giovanni Battista Cavalcaselle i quali, nel 1871, vi ravvisano una delle più alte creazioni della scuola veneta, pur conservando pienamente l'impronta individuale dell'autore. Gustavo Frizzoni, nel 1889, scrive che "vi domina una cupa e calda intonazione, una efficacia notevole, con tipi che si impongono più per la serietà del pensiero che per la purezza delle forme; un sentimento realistico prevale nella spontanea natura dei movimenti e dell'espressione propria della vigorosa e semplice naturalezza delle classi medie e povere". Il critico rileva anche la bellezza del giovane spettatore che osserva la scena dalla sommità della scaletta laterale, "una figura d'un incanto poetico quasi giorgionesco".
L'acquisizione del dipinto da parte del Comune, avvenuta come detto nel 1882, accende ancor più l'interesse verso l'opera. Nel medesimo anno, Luigi Setti la propone come una delle più valide e significative opere del Moretto: "la composizione affettuosa, il disegno corretto, l'intenso sentimento delle figure, colto bensì nel momento più intenso, ma colla giusta moderazione dei particolari. La posa dei personaggi animata e naturalissima. Vigore di tinte, impasto morbido e armonico, dal tocco concentrato, dalle carnagioni vivide e calde, dallo svolgimento della luce a grandi masse e col contrapposto dei colori fra loro e col chiaroscuro, dal getto delle pieghe, tutto speciale dell'artista, ampio, facile, finito; e in fine da quel fare largo e magnifico sempre e dovunque, che, mentre non rifugge dagli ardimenti agli artifizii, è frutto di una lunga osservazione e di squisita intelligenza del vero".
Anche Pietro Da Ponte, nel 1898, non si discosta dagli elogi dei precedenti studiosi e arriva addirittura a considerarla un'opera dell'età matura del pittore, "una delle più belle, più armoniche e più potenti opere che siano uscite dal suo pennello". Il critico, come già detto precedentemente, avanza anche l'ipotesi che la tela fosse più ampia in altezza, deducendolo dell'esistenza di copie dove è visibile completamente lo sfondo architettonico. L'ipotesi, accettata anche da altri, è stata confutata durante il restauro del 1988, che ha del tutto escluso la possibilità che la tela sia stata tagliata.
Giorgio Nicodemi, nel 1925, definisce l'opera "tutta viva di sensi romaniniani e savoldeschi" e dà notizia della tradizione che vorrebbe il giovane spettatore a sinistra della scena un autoritratto del Moretto. Già il Da Ponte aveva rifiutato l'ipotesi, ma Nicodemi la riprende e mette a confronto la figura con un altro presunto ritratto dell'autore presente nella Disputa del Sacramento, tela del Romanino facente parte del ciclo della Cappella del Santissimo Sacramento nella chiesa di San Giovanni Evangelista a Brescia, a fianco dell'autoritratto dello stesso Romanino.
Anche Adolfo Venturi, nel 1929, ritiene il dipinto "una delle più savoldiane creazioni del Moretto [...], dove tutto tra le ombre e le luci prende saldezza, mentre Cristo sbocconcella il pane. D'improvviso noi vediamo una scena chiusa, dove la luce ha determinazioni circoscritte, e l'ombra si proietta, o di grado in grado s'affonda, con tale giustezza di paesaggi da mostrarci nel maestro bresciano un precursore potente del naturalismo bassanesco. In questo studio preliminare di evidenze plastiche, di schiettezze figurative, per che la materia pittorica si purifichi e s'esalti. Si veda, tagliato dalla bianca luce del marmo di una colonna, il nobile profilo del gentiluomo dal parapetto della scala proteso ad osservare la scena, la diffidenza sdegnosa dell'apostolo a sinistra, lo sforzo di penetrare il mistero nel rude apostolo a destra, con la faccia in penombra e i lineamenti slargati dall'osservazione intensa, cocciuta, il dibattito della luce sul dolce viso del misterioso pellegrino. A un tempo, l'ambiente è costruito fra colonnati di foggia classica, ma con accenti naturalistici, quali il piede del tavolo di legno, la tovaglia bianca di tela frangiata, il gatto sul piede del tavolo, la servetta che proietta l'ombra della testa inghirlandata sulla colonna a destra".
Insistono ancora sul savoldismo Giuseppe Fiocco nel 1939 e altri autori, soprattutto nell'ambito della mostra sulla pittura bresciana del Cinquecento, organizzata nel medesimo anno da Fausto Lechi e Gaetano Panazza. Un'analisi molto articolata viene condotta da György Gombosi nel 1943, che giudica molto bene le figure dello spettatore e della serva, ma non trova la stessa bellezza nella scena centrale, trovando degni d'ammirazione soltanto l'apostolo di destra e le mani di Cristo, "viste in modo grandioso". L'ipotesi del critico è che "l'approccio tematico al sacro rende formale e inibito l'artista, al punto che il suo linguaggio perde la propria naturale melodiosità". Al contrario, "le possibilità del Moretto appaiono incomparabilmente più grandi, anzi moltiplicate, non appena si prendano in considerazione le parti laterali del dipinto. Qui, in zone apparentemente profane, il Moretto appare libero e ben situato nel proprio elemento, e riesce a dare a queste figura, anche pittoricamente, un rilievo come se volesse costringere l'osservatore a guardare in modo particolare la coppia dei donatori, anche per se stessa come la parte più importante del quadro".
Camillo Boselli, nel 1954, si sofferma a lungo sul dipinto, vedendolo come un'opera capitale nello sviluppo dell'arte del Moretto. Accogliendo però l'ipotesi del Da Ponte sul taglio superiore della tela, si perde in una lunga analisi dell'effetto generale che doveva avere l'opera nella sua supposta conformazione originale.
La datazione al 1526 circa viene avanzata per la prima volta da Gaetano Panazza nel 1958 e la proposta avrà seguito negli studi di Rossana Bossaglia nel 1963, di Camillo Boselli nel 1974 e di Pier Virgilio Begni Rodona nel 1988.